# 鬼趣图
《鬼趣图》中国清代罗聘的绘画作品，藏于中国美术馆，画本身借画中的鬼神来表达对当时社会现实的不满,因为当时不能直接諷刺時弊,就假借別的形象，画本身每一个图包含了好几个段落，各个段落的画面有些相连，有些不相连，有理论家认定《鬼趣图》的“以醜寫美”手法，反映了人鬼颠倒，作者为了给自己老师金农印文集，就来到北京取材，因为看到了“乾隆盛世”上层社会的真实面貌，就自称能看见“鬼”，並且把这些“鬼”画成了《鬼趣图》，图总共一卷八幅。

## 评价
《履园画学》云: “喜画鬼,有《鬼趣图》,当代王公大人、骚人墨客,题诗几遍。”
《罗两峰鬼趣图》(《诗集》卷十)有日: “此画谁所作,阴风生素,惨淡有无中,嵌(闪烁)吁可怖,大矣天地间,变态不具,耳目所未经,安得穷其数,儒生辨真安,正色援章句,为谢幕比人,说鬼亦多趣。
鲁迅: “生平做事笑离先生就说过《鬼趣图》“太离开了人间”。我奇” , “富贵之畏人,不如贫贱之建志”。